# Massimo I di Costantinopoli
Massimo noto anche come Massimo I o Massimo il Cinico (Alessandria d'Egitto, IV secolo – ...) è stato un arcivescovo bizantino, che ha reclamato la carica di arcivescovo di Costantinopoli nel 380, come rivale di Gregorio Nazianzeno.

## Biografia
Nato ad Alessandria d'Egitto in una famiglia povera, Massimo era figlio di genitori cristiani, che avevano sofferto a causa della loro fede, ma non è chiaro se per mano di violenza pagana o ariana. Massimo unì la fede di un credente ortodosso con lo stile di un filosofo cinico. Inizialmente fu tenuto in grande rispetto dai principali teologi della fazione ortodossa. Atanasio, in una lettera scritta intorno al 371, fa diversi complimenti per una sua opera scritta a difesa della fede ortodossa.
Nel 374, durante il regno dell'imperatore Valente, nella persecuzione portata avanti da Lucio, patriarca ariano di Alessandria, Massimo fu flagellato e esiliato nell'Oasi, a causa del suo zelo per l'ortodossia e dell'aiuto che offrì a coloro che soffrivano per la stessa causa. Ottenne il proprio rilascio dopo circa quattro anni, probabilmente alla morte di Valente; e poco dopo la sua liberazione, presentò all'imperatore Graziano a Milano, la sua opera, De Fide (Περὶ τῆς πίστεως) scritta contro gli ariani.
Scrisse anche contro altri eretici, ma non è chiaro se nella stessa opera o in un'altra; ed entrò in disputa contro i pagani. Apparentemente al suo ritorno da Milano visitò Costantinopoli, dove Gregorio Nazianzeno era appena stato nominato patriarca (379). Gregorio lo ricevette con il massimo onore; e pronunciò un'orazione panegirica (Oration 25 , in presenza dell'uomo stesso nella chiesa gremita, prima della celebrazione dell'Eucaristia. Lo ricevette al proprio tavolo e lo trattò con la massima fiducia e stima. Fu tuttavia gravemente deluso da lui. Non è chiaro se gli eventi che seguirono furono solo il risultato dell'ambizione di Massimo, o se Massimo fosse egli stesso strumento di altri. Approfittando della malattia di Gregorio, e sostenuto da alcuni ecclesiastici egiziani, inviati da Pietro II, Patriarca di Alessandria, sotto le cui direttive professavano di agire, Massimo fu ordinato, durante la notte, Patriarca di Costantinopoli, al posto di Gregorio, la cui elezione non era stata perfettamente canonica. I cospiratori scelsero una notte in cui Gregorio era confinato per la malattia, irruppero nella cattedrale e iniziarono la consacrazione. Avevano messo Massimo sul trono arcivescovile e avevano appena iniziato a tagliare i suoi lunghi capelli ricci quando arrivò il mattino. La notizia si diffuse rapidamente e tutti si precipitarono in chiesa. I magistrati apparvero con i loro ufficiali; Massimo e i suoi consacratori furono scacciati dalla cattedrale e la tonsura fu completata nel palazzo di un suonatore di flauto.
Questa linea di azione audace suscitò un'immensa indignazione tra la popolazione, nella quale Gregorio era popolare. Massimo si ritirò a Salonicco per perorare la sua causa davanti all'imperatore Teodosio I. Incontrò una fredda accoglienza da parte dell'imperatore, che affidò la questione ad Ascolio, il molto rispettato vescovo di Salonicco, incaricandolo di deferirlo a Papa Damaso I. Due lettere di Damaso chiedevano che fosse ordinato un vescovo cattolico. Massimo tornò ad Alessandria e chiese che Pietro lo aiutasse a ristabilirsi a Costantinopoli. Pietro fece appello al prefetto, dal quale Massimo fu cacciato dall'Egitto.
Poiché la morte di Pietro e l'ascensione di Timoteo I di Alessandria risalgono al 14 febbraio 380, questi eventi devono essere avvenuti nel 379. Le dimissioni di Gregorio, che portarono al patriarcato di Costantinopoli Nettario, non andarono a beneficio di Massimo. Quando il Primo Concilio di Costantinopoli si riunì nel 381, la pretesa di Massimo alla sede di Costantinopoli fu respinta all'unanimità, l'ultimo dei suoi quattro canoni originali decretò "che non era né è né un vescovo, né lo sono coloro che sono stati ordinati da lui in qualsiasi grado del clero".
Massimo si appellò alla Chiesa occidentale. Nell'autunno del 381 un sinodo tenuto ad Aquileia o a Milano sotto la presidenza di Ambrogio prese in considerazione le affermazioni di Massimo. I vescovi italiani avevano solo la sua versione dei fatti a guidarli; non avevano dubbi che il trasferimento di Gregorio fosse non unanonica; in più l'elezione di Nettario era esposta a gravi lacune essendo un laico non battezzato. Massimo esibì anche le lettere di Pietro, il venerabile patriarca defunto, per confermare la sua comunione con la chiesa di Alessandria- Così i vescovi italiani si pronunciarono a favore di Massimo e si rifiutarono di riconoscere sia Gregorio sia Nettario. Una lettera di Ambrogio e dei suoi fratelli prelati a Teodosio protesta contro gli atti di Nettario quale vescovo illegittimo, dal momento che la sede di Costantinopoli apparteneva a Massimo, di cui richiedevano la restaurazione, così come un concilio generale di orientali e occidentali, per risolvere la contesa dell'episcopato di Costantinopoli e di Antiochia, da tenersi a Roma. Nel 382 un sinodo provinciale tenuto a Roma, dopo aver ricevuto informazioni più accurate, alla fine respinse le affermazioni di Massimo.
Le invettive di Gregorio Nazianzeno contro Massimo furono scritte dopo la loro lotta per il patriarcato, e contrastano nettamente con gli elogi della sua venticinquesima Orazione. L'opera di Massimo, De Fide, di cui parla bene Girolamo, è andata perduta.